# Sven-Axel Hagberg
Sven Axel (Sven-Axel) Hagberg, född 17 december 1922 i Smålands artilleriregementes församling i Jönköpings län, död 10 april 1980 i Vantörs församling i Stockholms län, var en svensk militär.

## Biografi
Hagberg avlade officersexamen vid Krigsskolan 1944 och utnämndes samma år till fänrik vid Stockholms luftvärnsregemente. Han befordrades till löjtnant 1946 och inträdde i Fälttygkåren 1947. Han tjänstgjorde vid Armétygförvaltningen 1954–1962, befordrades till kapten 1955, blev teknisk stabsofficer 1958 och var lärare vid Artilleri- och ingenjörofficersskolan 1958–1961. Han befordrades till major i pansartrupperna 1963 och var chef för Försöksavdelningen vid Pansartruppernas kadett- och aspirantskola 1963–1965. År 1965 befordrades han till överstelöjtnant i Fälttygkåren och var chef för Centralplaneringen vid Arméförvaltningen 1965–1968. Åren 1968–1979 var han sektionschef i Armématerielförvaltningen (från 1972 Huvudavdelningen för armémateriel) vid Försvarets materielverk.
Sven-Axel Hagberg invaldes 1966 som ledamot av Kungliga Krigsvetenskapsakademien. Han är begravd på Skogskyrkogården i Stockholm.